# Mode for Joe
Albums de Joe Henderson
Inner Urge
(1964) The Kicker (en)
(1967)
Mode for Joe est le cinquième album du saxophoniste de jazz Joe Henderson. Il a été enregistré et publié en 1966.

## Titres
| No | Titre                | Auteur        | Durée |
| -- | -------------------- | ------------- | ----- |
| 1. | A Shade of Jade      | Joe Henderson | 7:08  |
| 2. | Mode for Joe         | Cedar Walton  | 8:00  |
| 3. | Black                | Cedar Walton  | 6:51  |
| 4. | Carribean Fire Dance | Joe Henderson | 6:41  |
| 5. | Granted              | Joe Henderson | 7:20  |
| 6. | Free Wheelin'        | Lee Morgan    | 6:39  |
| 7. | Black                | Cedar Walton  | 6:48  |

## Musiciens
- Joe Henderson - Saxophone ténor
- Lee Morgan - Trompette
- Curtis Fuller - Trombone
- Bobby Hutcherson - vibraphone
- Cedar Walton - Piano
- Ron Carter - Contrebasse
- Joe Chambers - Batterie